# New Zealand Open 1982
Die New Zealand Open 1982 (auch New Zealand International 1982) im Badminton fanden Mitte 1982 statt.

## Finalresultate
| Disziplin    | Sieger                     | Finalist                  | Ergebnis           |
| ------------ | -------------------------- | ------------------------- | ------------------ |
| Herreneinzel | Graeme Robson              | Chris Bullen              | 10–15, 15–9, 15–11 |
| Dameneinzel  | Robin Denton               | Toni Whittaker            | 11–6, 9–11, 11–9   |
| Herrendoppel | Chris Bullen Graeme Robson | Philip Horne Steve Wilson | 15–5, 15–18, 18–13 |